# Lebensmittel Zeitung
Die Lebensmittel Zeitung (LZ) ist eine deutsche Wochenzeitung für Führungskräfte in der Lebensmittelbranche (Herstellung und Vertrieb) und im Handel. Sie ist Leitmedium der deutschen Ernährungswirtschaft und informiert die Branche über Entwicklungen, Hintergründe und Zusammenhänge im Markt. Das seit 1948 erscheinende Blatt ist Marktführer in diesem Segment. Daneben schreibt die Fachzeitung auch über die Non-Food-Konsumgüterbranche, die zuliefernde Verpackungsindustrie sowie branchenbezogene Logistik und Informationstechnik.
Zusätzlich zur Lebensmittel Zeitung werden produziert: das Magazin Lebensmittel Zeitung direkt für die Fachkräfte im Einzelhandel, als Beilage zur LZ die Nonfood Trends, einmal pro Jahr ein Exemplar LZ Karriere und Top Marke sowie mehrere internationale Ausgaben (Moderní Obchod monatlich in der Tschechischen Republik und der Slowakei, Handel zweiwöchentlich in Polen, und Mojo Delo in Russland). Sämtliche Publikationen erscheinen im Deutschen Fachverlag, Frankfurt am Main. Seit 1997 existiert eine Online-Ausgabe mit laufend aktualisierten Nachrichten sowie umfangreichem Hintergrundmaterial (LZnet).
Sie ist Mitherausgeber des POS-Marketing Reports.
Die Lebensmittel Zeitung vergibt einmal pro Jahr für herausragende Leistungen eine Branchenauszeichnung, den „Goldenen Zuckerhut“.

## Auflage
Im dritten Quartal des Jahres 2017 hatte die Wochenzeitung eine Gesamtauflage von 41.500 Exemplaren, bei einer verkauften Auflage von 20.986 Exemplaren, davon 20.082 an Abonnenten.